# Нанчан
Нанчан (на китайски: 南昌市) е град в Югоизточен Китай, административен център на провинция Дзянси. Нанчан е с население от 3 790 000 жители (2004 г.) и площ от 7372 км². Намира се в часова зона UTC+8 на 60 км южно от река Яндзъ. Населението на административния район е 5 042 566 жители (2010 г.),